# Robin Jones
Robin Dale Jones (San Luis, Misuri; 2 de febrero de 1954-Chicago, Illinois; 16 de julio de 2018) fue un baloncestista estadounidense que disputó dos temporadas en la NBA, y tres más en la liga francesa. Con 2,06 metros de estatura, jugaba en la posición de ala-pívot.

## Trayectoria deportiva

### Universidad
Jugó durante tres temporadas con los Billikens de la Universidad de San Luis, en las que promedió 8,9 puntos por partido.

### Profesional
Tras no ser elegido en el Draft de la NBA de 1976, fichó como agente libre por los Portland Trail Blazers, donde jugó una temporada como suplente de Maurice Lucas, promediando 5,5 puntos y 4,7 rebotes por partido, y logrando su único anillo de campeón de la NBA tras derrotar a Philadelphia 76ers en las Finales.
Al año siguiente fue traspasado a Houston Rockets a cambio de Tom Owens, pero solo jugó 12 partidos en el equipo tejano antes de ser despedido. Tras quedarse sin equipo, se marchó a jugar al Olympique d'Antibes de la liga francesa, donde permanecería tres temporadas, antes de retirarse definitivamente.

## Estadísticas de su carrera en la NBA

### Temporada regular
| Temporada | Edad | Equipo                 | Liga | P  | TIT | MIN  | TC  | TCA | %TC  | 3P | 3PA | %3P | TL  | TLA | %TL  | R.OF. | R.DEF. | REB | ASIS | ROB | TAP | PER | FP  | PTS |
| 1976-77   | 22   | Portland Trail Blazers | NBA  | 63 |     | 16.9 | 2.2 | 4.7 | .465 |    |     |     | 1.0 | 1.7 | .606 | 1.6   | 3.1    | 4.7 | 1.3  | 0.6 | 0.6 |     | 2.0 | 5.5 |
| 1977-78   | 23   | Houston Rockets        | NBA  | 12 |     | 5.5  | 0.9 | 1.7 | .550 |    |     |     | 0.3 | 0.8 | .400 | 0.4   | 0.8    | 1.2 | 0.2  | 0.1 | 0.1 | 0.6 | 1.3 | 2.2 |
| Total     |      |                        | NBA  | 75 |     | 15.1 | 2.0 | 4.3 | .470 |    |     |     | 0.9 | 1.6 | .588 | 1.4   | 2.7    | 4.1 | 1.1  | 0.5 | 0.5 | 0.6 | 1.9 | 4.9 |

### Playoffs
| Temporada | Edad | Equipo                 | Liga | P  | MIN | TCA | TC | 3PA | 3P | TLA | TL | R.OF. | REB | ASIS | ROB | TAP | PER | FP | PTS | %TC  | %3P | %FT  | MIN | PTS | REB | AST |
| 1976-77   | 22   | Portland Trail Blazers | NBA  | 19 | 105 | 15  | 32 |     |    | 6   | 9  | 8     | 23  | 9    | 4   | 4   |     | 24 | 36  | .469 |     | .667 | 5.5 | 1.9 | 1.2 | 0.5 |
| Total     |      |                        | NBA  | 19 | 105 | 15  | 32 |     |    | 6   | 9  | 8     | 23  | 9    | 4   | 4   |     | 24 | 36  | .469 |     | .667 | 5.5 | 1.9 | 1.2 | 0.5 |